# Neoerastria retis
Neoerastria retis là một loài bướm đêm trong họ Noctuidae.